# Талмазька волость
Талмазька волость — історична адміністративно-територіальна одиниця Аккерманського повіту Бессарабської губернії.
Станом на 1886 рік складалася з 7 поселень, 7 сільських громад. Населення — 7177 осіб (3668 чоловічої статі та 3509 — жіночої), 1250 дворових господарств.
|                     | Площа, десятин | У тому числі орної, дес. |
| ------------------- | -------------- | ------------------------ |
| Сільських громад    | 23270          | 17384                    |
| Приватної власності | —              | —                        |
| Казенної власності  | 4124           | 130                      |
| Іншої власності     | 4464           | 1683                     |
| Загалом             | 31941          | 19203                    |

Поселення волості:
- Талмази — село колишнє державне при річці Дністер за 72 версти від повітового міста, 2117 осіб, 422 дворових господарства, православна церква, школа, лавка. За 12 верста — риболовля.
- Антонівка — село колишнє державне при річці Дністер, 603 особи, 101 дворове господарство.
- Єрмоклія — село колишнє державне при річці Дністер, 1122 особи, 183 дворових господарства, православна церква, школа.
- Попівка — село колишнє державне при річці Дністер, 797 осіб, 102 дворових господарства, православна церква.
- Пуркари — село колишнє державне при річці Дністер, 753 особи, 88 дворових господарства, православна церква.
- Раскайці — село колишнє державне при річці Дністер, 775 осіб, 143 дворових господарства, православна церква.
- Чобручі — село колишнє державне при річці Дністер, 1093 осіб, 211 дворових господарств, православна церква, школа, лавка.